# Луцюань-И-Мяоский автономный уезд
Луцюань-И-Мяоский автономный уезд (кит. упр. 禄劝彝族苗族自治县, пиньинь Lùquàn Yízú Miáozú zìzhìxiàn) — автономный уезд городского округа Куньмин провинции Юньнань (КНР).

## История
После монгольского завоевания государства Дали в 1275 году был создан Удинский регион (武定路), в составе которого в 1289 году была создана Луцюаньская область (禄劝州). После свержения власти монголов и установления империи Мин «регионы» были переименованы в «управы», и Удинский регион стал Удинской управой (武定府). Во времена империи Цин в 1770 году у находящихся на этой территории структур произошло понижение в статусе: Луцюаньская область стала уездом Луцюань (禄劝县), а Удинская управа стала Удинской непосредственно управляемой областью (武定直隸州; «непосредственно управляемая» означает, что она была подчинена напрямую властям провинции, минуя промежуточный уровень в виде управы). После Синьхайской революции в Китае была проведена реформа структуры административного деления, в ходе которой области были упразднены, и с 1913 году уезд Луцюань стал подчиняться напрямую властям провинции.
После вхождения провинции Юньнань в состав КНР был создан Специальный район Удин (武定专区), и уезд вошёл в его состав. В 1953 году Специальный район Удин был расформирован, и уезд перешёл в состав Специального района Чусюн (楚雄专区). В 1957 году Специальный район Чусюн был преобразован в Чусюн-Ийский автономный округ.
В октябре 1983 года решением Госсовета КНР уезд Луцюань был переведён из состава Чусюн-Ийского автономного округа под юрисдикцию властей Куньмина.
В июне 1985 года уезд Луцюань был преобразован в Луцюань-И-Мяоский автономный уезд.

## Административное деление
Автономный уезд делится на 1 уличный комитет, 9 посёлков и 6 волостей.